# Князево (Воронежская область)
Князево — деревня в Рамонском районе Воронежской области.
Входит в состав Комсомольского сельского поселения.

## История
Являло собой несколько придорожных владельческих усадеб и хуторов. На карте XIX века здесь показаны хутора Пекшевский, Бестужево, Александровка и Ярцево. В 1859 года население Ярцева составляло 73 человека. В Пекшевском проживало 27 человек. В 1900 года в селе Ярцева насчитывала 4 человека. При дороге были усадьбы Андреева (3 человека), Великопольского (9 человек) и Куркина (6 человек).

## География
Расположена на автодороге М4 «Дон», в северной части поселения.

### Улицы
- ул. Сенновские Выселки
- ул. Советская
- ул. Строительная
- ул. Школьная

## Население
| 2010 |
| ---- |
| 515  |